# Prärie (bokserie)
Prärie, bokserie (Libris 174935) med westernböcker utgiven av Wennerbergs förlag på 1960-talet.
| Volym | Titel                       | Författare                     | Utgivningsår |
| ----- | --------------------------- | ------------------------------ | ------------ |
| 11    | Oskyldigt dömd              | Norman Fox                     | 1963         |
| 12    | Utmaningen                  | Chad Merriman                  | ?            |
| 42    | Tucson                      | Tom West                       | 1964         |
| 54    | Dark mountens hemlighet     | Gordon D. Shirreffs            | 1965         |
| 91    | Våldets ranch               | John Callahan                  | ?            |
| 121   | Sheriffen från Whisky Smith | Eric Allen                     | 1971         |
| 126   | Singalee                    | John Reese                     | ?            |
| 129   | Galgens dal                 | Joseph Chadwick                | ?            |
| 135   | Död i Kiowa                 | Lewis B. Patten                | ?            |
| 137   | Terrorns stad               | K. Earl Ginsburg               | 1973         |
| 138   | Slaktarna                   | K. Earl Ginsburg               | 1973         |
| 141   | Fredens dal                 | Ray Hogan                      | 1973         |
| 154   | Människojägarens dilemma    | Lewis B. Patten                | ?            |
| 159   | Cassidy                     | Lee Leighton                   | 1976         |
| 160   | Den skoningslösa jakten     | Elmer Kelton                   | 1976         |
| 161   | Den tyste sheriffen         | James Woodruff Smith           | 1976         |
| 162   | Stad i skräck               | Edwin Booth                    | 1976         |
| 163   | Döden i Silver City         | Burt Arthur                    | 1976         |
| 164   | Jag svär att hämnas         | Lewis B. Patten                | 1976         |
| 165   | Mannen utan revolver        | Edwin Booth                    | 1977         |
| 167   | Skojare på spåren           | Tom West                       | 1977         |
| 169   | Stoppa Angel                | Fredrick H. & Joseph Christian | ?            |
| 179   | Högt spel i Chimney rock    | Lewis B. Patten                | 1979         |
| 186   | Död åt Presidenten!         | Marshall McCoy                 | 1980         |
| 189   | Bortom lagen                | Gene Thompson                  | ?            |
| 198   | Striden om Yellow Butte     | Louis L'Amour                  | 1982         |
| 202   | Galgens man                 | Albert Butler                  | ?            |